# Parco naturale del Kamlang
Il parco naturale del Kamlang (Kamlang Wildlife Sanctuary), creato nel 1989, è un parco ricco di flora e fauna. Si trova nel distretto di Lohit, nello stato dell'India nordorientale di Arunachal Pradesh. Il parco prende il suo nome dal fiume Kamlang, che vi scorre attraverso. Intorno al parco sono insediate le tribù Mishmi, Digaru e Mizo, che sostengono di discendere dall'epico Re Rukmor del Mahābhārata. Le tribù credono nel mito di un dio invisibile, Suto Phenkhenynon jamalu. Importante nel parco è il lago Glow; essendo situato in zona tropicale e sub-tropicale, il parco è l'habitat delle quattro specie di grandi felini dell'India: la tigre, il leopardo, il leopardo nebuloso e il leopardo delle nevi.

## Territorio
Il Parco è nel Sud-Est del distretto di Lohit; creato nel 1989, ha un'area di 783 km². Al limite settentrionale del Parco si trova la sorgente del fiume Lang, mentre a sud il Parco confina con il Namdapha National Park. La città più vicina al Parco è Wakro, nella sub-divisione di Namsai; Namsai è a 70 km da Wakro; la linea ferroviaria più vicina è quella di Tinsukia, mentre l'aeroporto è a Dibrugarh. L'area è una delle 12 protette nello stato di Arunchal Pradesh.
Il parco ha numerosi corsi d'acqua a quota superiore a 600 metri, tra cui il lago Glow, a quota 1500m, con una superficie di 8 km² e una circonferenza di circa 4–5 km; è accessibile solo a piedi. Un altro luogo particolare del parco è il Parshuram Kund ("Kund" significa stagno), che è meta di pellegrinaggio.

## Flora
Le zone più in quota del parco presentano una flora alpina, in particolare sul monte Daphabhum, al confine con il Namdapha National Park; le cime minori, inferiori a 1200 metri, e le colline, sono coperte da una foresta di tipo tropicale, con 150 specie diverse trovate nel parco. Le specie più frequenti sono il Canarium resiniferum, la Terminalia chebula, la Gmelina arborea e la Amoora wallichii. Sono presenti poi una grande varietà di specie di erbe, bambo e piante erbacee in genere,9 sp e 49 specie di orchidee and 49 species of orchids have also been reported from the park.

## Fauna
La fauna del parco è simile a quella della vicina Namdapha Tiger Reserve; sono presenti 61 specie di mammiferi, 105 di uccelli e 20 di rettili. Oltre ai quattro grandi felini, tigre, leopardo, leopardo nebuloso e leopardo delle nevi, altri animali presenti nel parco sono l'elefante, il gatto leopardo, il cinghiale, lo zibetto, il cervo, lo scoiattolo gigante e lo scoiattolo volante. Delle 15 specie di primati in India, sei sono nel parco: Trachypithecus pileatus, Macaca mulatta, Macaca arctoides, Macaca assamensis, Bunopithecus hoolock e Nycticebus bengalensis.